# Carlin Isles
Carlin Isles (Massillon, 15 novembre 1989) è un rugbista a 7 statunitense attualmente sotto contratto con i Men's Eagles Sevens  e i United States national rugby sevens team.

## Infanzia
Carlin e la sorella gemella Tambra sono cresciuti a Massilon, Ohio. Cresciuti in assenza della madre per cause dovute alla droga, all'età di 8 anni furono adottati da Starlett Isles e Charles Isles.

## Successi
Durante il suo periodo scolastico alla Jackson High School, Carlin detiene i record della scuola sul salto in lungo, 100 m, 200 m, e 400 m, mentre per la sua permanenza alla Ashland University, ottiene il record, ancora imbattuto dei 60 m con un tempo di 6,68 secondi. Detiene inoltre diversi record della scuola anche nel mondo del rugby. Nonostante avesse ottenuto il tempo di 10.13 secondi sui 100 metri alle semifinali Olimpiadi di Londra 2012 insieme alla squadra del Team USA Athletics, non partecipò alla semifinale dell'evento. Poco dopo intraprese la via del rugby venendo accolto nella squadra dei Gentlemen of Aspen Rugby Football Club. Dopo un breve periodo nella squadra, chiuse un contratto con i Men’s Eagles Sevens. Entrò poi nel 2013, nella squadra di pratica dei Detroit Lions, dai cui passò ai Glasgow Warriors nel 2014. Alla fine egli decise di ritornare negli Eagles per concentrarsi per il suo debutto alle Giochi della XXXI Olimpiade dove la squadra ottenne il sesto posto.